# While Your Lips Are Still Red
While Your Lips Are Still Red è una canzone scritta nel 2007 da Tuomas Holopainen e Marco Hietala, rispettivamente il tastierista e il bassista e cantante dei Nightwish, metal band finlandese. È stata interpretata da Holopainen, Hietala e dal batterista Jukka Nevalainen per il film Lieksa!, scritto e diretto dal rinomato direttore finlandese Markku Pölönen.
La canzone fa parte del singolo "Amaranth", uscito il 22 agosto 2007 come secondo singolo del sesto album dei Nightwish, ovvero Dark Passion Play.
La frase "Kiss while your lips are still red" si trova all'interno della canzone stessa e si riferisce al momento in cui il colore delle labbra svanisce quando si sta per morire; tale frase indica semplicemente "bacia finché ancora puoi" o "assapora finché ancora puoi".
Il video musicale ufficiale della canzone contiene una serie di clips riprese dal film Lieksa!, mentre Hietala canta e Holopainen cammina dietro di lui. Il video è stato pubblicato su YouTube il 14 giugno 2007.
“While Your Lips Are Still Red” non è una traccia ufficiale dei Nightwish, ma Holopainen ha dichiarato che lui non è d'accordo con la pubblicazione di alcun materiale nell'ambito del proprio nome. Sul sito internet dei Nightwish è possibile leggere che la canzone è stata scritta da Tuomas Holopainen ed eseguita da lui con le tastiere, da Marco Hietala alla voce e al basso e da Jukka Nevalainen alla batteria. La canzone non include né chitarre né voci femminili. Il videoclip avvicina "While Your Lips Are Still Red" a Holopainen e Hietala, lasciando fuori Nevalainen, che non fu implicato nella scrittura della canzone stessa. Il sussurro in sottofondo è eseguito da Tuomas Holopainen.
La canzone è stata recentemente aggiunta ai live set della band.